# Pista macrolobata
Pista macrolobata är en ringmaskart som beskrevs av Hessle 1917. Pista macrolobata ingår i släktet Pista och familjen Terebellidae. Inga underarter finns listade i Catalogue of Life.